# HTTP 451
HTTP 451 Unavailable For Legal Reasons er en HTTP-fejlmeddelse, som angiver, at brugeren har forsøgt at få adgang til en ulovlig ressource, f.eks. en hjemmeside, som er blevet censureret af en regering. Nummeret 451 er en reference til den dystopiske roman Fahrenheit 451, som foregår i en fremtid hvor bøger er forbudt.
I 2018 er HTTP-fejlmeddelelsen 451, blevet benyttet i et stort omfang af amerikanske hjemmesider, der har blokeret brugere fra EU-landene grundet Databeskyttelsesforordningen.